# Бридс, Ребекка
Ребекка Элизабет Бридс (англ. Rebecca Elizabeth Breeds, род. 17 июня 1987, Сидней) — австралийская модель и актриса, известная по роли Кейси Кометти в сериале «Большая волна» и Николь Гордон в сериале «Милые обманщицы». В 2015 году присоединилась к касту спин-оффа «Первородные», где сыграла роль Авроры де Мартель, вампира с биполярным расстройством.

## Ранние годы
Родилась 17 июня 1987 года в Сиднее в Южном Уэльсе. Она младшая дочь в семье. Бек — популярная австралийская актриса и модель известная в Австралии по роли Руби Бактон в сериале «Дома и в Пути», который шёл с её участием с 2008 по август 2012 года. В России Ребекка больше известна по роли Кейси Кэметти из третьего сезоне молодёжного сериала «Большая Волна». В 2013 году Ребекка получила две главные роли в сериалах Ex-Men и Bhaag Milkha Bhaag. Актёрская карьера Бек насчитывает такие фильмы, как: «Newcastle» (роль — Ли) и короткометражка «Запах». Ребекка любит спорт. Старший брат Бек научил её кататься на сёрфе, когда ей было 16 лет. Ребекка также увлекается футболом и фигурным катанием, зачастую её можно увидеть на теннисных, баскетбольных и футбольных матчах. С 2011 по 2013 год — лицо марки спортивной одежды «Running Bare».

## Карьера
Актёрская карьера Ребекки началась в 2000 году, с появления в телевизионной рекламе «Vita Brits» и в одном из эпизодов сериала «Водяные крысы». Бекка самостоятельно освоила гитару, фортепиано и ударные. Помимо этого она хорошо поёт, пишет музыку и стихи. Ребекка также шьёт, любит сочетания новой и старинной моды, хорошо готовит. С 10 лет Бридс училась в «Sutherland Shire Christian School», а когда Бек исполнилось 11, она перешла в «St Andrew’s Cathedral School». С 2005 года Ребекка числилась в Captain драм-кружке. В конце 2005 года, она уже выступала на сцене и приняла участия в нескольких спектаклях и мюзиклах, написанных Ником Хансеном. В 2005 году она окончила курсы расширенного английского языка «NSW HSC Advanced English». В 2016 году Ребекка получила главную роль Миранды Кол в новом проекте канала NBC под названием «Правила Миранды».
В 2021 году сыграла главную роль Клариссы Старлинг в сериале «Кларисса».

## Личная жизнь
С 2009 года Ребекка встречается с актёром Люком Митчелом. В мае 2012 года Люк сделал ей предложение, а в январе 2013 года они стали супругами.

## Фильмография
| год         | название        | оригинальное название | роль                |
| ----------- | --------------- | --------------------- | ------------------- |
| 2000        | Водные крысы    | Water Rats            |                     |
| 2006—2008   | Большая волна   | Blue Water High       | Тинна/Кейси Кометти |
| 2008        | Ньюкасл (фильм) | Newcastle             | Лия                 |
| 2008—2012   | Домой и в путь  | Home and Away         | Руби Бактон         |
| 2013        | Мы мужчины      | We Are Men            | Эбби Руссо          |
| 2015—2016   | Древние         | The Originals         | Аврора де Мартель   |
| 2015—2017   | Милые обманщицы | Pretty Little Liars   | Николь Гордон       |
| 2016        | Молли           | Molly                 | Камилла             |
| 2016        | Правила Миранды | Miranda Rights        | Миранда Кол         |
| 2017        | Три Лета        | Three Summers         | Киви                |
| 2017        | Отважные        | The Brave             | Меган Джеймс        |
| 2018        | Слэм            | Slam                  | Салли МакЛири-Насер |
| 2021        | Кларисса        | Clarice               | Кларисса Старлинг   |
| 2021 - 2022 | Наследие        | Legacies              | Аврора Де Мартель   |